# Scyphozoa
Gli Scifozoi sono una classe del phylum dei Celenterati (o Cnidari) a cui appartengono le grandi e variabili meduse, più propriamente dette scifomeduse. Le specie di Scyphozoa sono presenti sulla Terra dal Cambriano fino ai giorni nostri.

## Anatomia

Anatomia degli Scyphozoa

Il nome viene dal greco skyphos (σκύφος), che indica un calice che ricorda la forma di questi organismi. La classe delle scifomeduse conta circa 200 specie con una notevole variazione fra di esse, sia per dimensioni che morfologia. 
Gli scifozoi generalmente presentano una simmetria tetramera (o tetraradiale, cioè a 2 assi)  e hanno un materiale gelatinoso interno chiamato mesoglea, che separa ectoderma ed endoderma, e che fornisce alla medusa la stessa integrità strutturale di uno scheletro. La mesoglea comprende cellule amoeboidi  mobili provenienti dall'epidermide.
Le meduse marine possono essere composte fino al 98% di acqua, quindi raramente si trovano in forma fossile.
A differenza degli idrozoi, le scifomeduse mancano di un craspedo, un lembo di tessuto vascolarizzato che si estende della parte inferiore della campana che aiuta a sospingere le piccole idromeduse attraverso l'acqua. Tuttavia, un anello di fibre muscolari è presente all'interno della mesoglea intorno al bordo della campana, per cui la medusa nuota contraendosi e rilassando alternativamente questi muscoli. La periodica contrazione e rilassamento di questi muscoli spinge la medusa attraverso l'acqua, permettendogli di sfuggire alla predazione o di catturare la sua preda; gli scifozoi sono infatti o predatori o filtratori pelagici.
Altro carattere fondamentale dello scifopolipo è la presenza di un celenteron, diviso in quattro tasche separate da altrettanti rilievi gastrici carnosi (sarcosetti), collegati superiormente all'imbuto esofageo ed inferiormente liberi. quattro canali interradiali che in alcuni casi possono essere ramificati.
Come per i Cubozoi e gli Antozoi, la muscolatura appare subepiteliale cioè separata dall'epidermide. 
La bocca si apre in uno stomaco, dal quale si irradiano verso l'esterno quattro diverticoli interconnessi. In molte specie, i diverticoli si sviluppano in un sistema di canali radiali, con o senza la presenza di un ulteriore canale ad anello verso il bordo della campana. Alcuni generi, come Cassiopea, hanno anche delle più piccole bocche aggiuntive nelle braccia orali. Il rivestimento del sistema digestivo, la gastrodermide, è dotata di cnidociti al cui interno troviamo le nematocisti, e tra le altre, cellule ghiandolari che secernono gli enzimi digestivi.
Il sistema nervoso è generalmente costituito da una rete distribuita di cellule, anche se alcune specie possiedono degli anelli nervosi. Nelle specie prive di questi anelli nervosi, le cellule nervose sono invece concentrate in piccole strutture chiamate ropali. Nelle specie di Scyfozoa si trovano da quattro a sedici ropali disposti attorno al bordo dell'ombrello, da dove coordinano l'azione muscolare che permette all'animale di muoversi. Ogni ropalio è tipicamente associato ad una coppia di fosse sensoriali, una statocisti e talvolta un ocello pigmentato.

## Riproduzione e sviluppo
La maggior parte delle specie sembrano avere individui maschi e femmine separati. 
La riproduzione è sessuale ed avviene secondo un ciclo metagenetico. Le gonadi si trovano nella mucosa dello stomaco e i gameti maturi vengono espulsi nell'acqua attraverso la bocca (in alcune specie l'inseminazione avviene internamente e le uova sono incubate in speciali tasche). L'uovo fecondato produce una larva planula che, nella maggior parte delle specie, si fissa rapidamente sul fondale marino. La larva si sviluppa nello stadio idroide, ossia un piccolo polipo sessile bentonico chiamato scyphistoma. Lo scyphistoma si riproduce asessualmente, producendo polipi simili per gemmazione, per poi trasformarsi in una medusa, oppure gemmare diverse efire da una serie di divisioni trasversali del corpo dalla sua zona apicale attraverso un processo chiamato strobilazione. Le meduse, alla nascita, sono inizialmente microscopiche e possono richiedere anni per raggiungere la maturità sessuale.
Nella fase di polipo vengono chiamati scifopolipi o scifostomi (talora, scifistomi), mentre la denominazione "scifomedusa" riguarda la loro fase adulta.

## Sistematica
La classe degli Scifozoi ha storicamente incluso 5 ordini, colloquialmente noti come coronate, cubomeduse, rhizostomee, semeostomee e stauromeduse. Più recenti analisi, sia morfologiche che molecolari hanno portato al riconoscimento di tre raggruppamenti monofiletici: Coronatae, Rhizostomeae e Semaeostomeae. Le cubomeduse e le stauromeduse sono state erette a classi separate: Cubozoa e Staurozoa. 
Analisi molecolari hanno portato alla seguente classificazione:
- Sottoclasse Coronamedusae
  - Ordine Coronatae

- Sottoclasse Discomedusae
  - Ordine Rhizostomeae
  - Ordine Semaeostomeae